# Canville-les-Deux-Églises
Canville-les-Deux-Églises é uma comuna francesa na região administrativa da Normandia, no departamento de Sena Marítimo. Estende-se por uma área de 5,83 km². Em 2010 a comuna tinha 329 habitantes (densidade: 56,4 hab./km²).